# Sant Julià de Cosp
Sant Julià de Cosp és una església romànica del municipi de les Llosses (Ripollès). Es troba dalt d'un single de la serra del Catllàras. Forma part de l'Inventari del Patrimoni Arquitectònic de Catalunya.

## Descripció
L'edifici és d'una sola nau amb absis semicircular, separat d'aquesta per dos arcs triomfals. La coberta és de canó seguit apuntada. La porta de dos arcs en degradació és oberta a la façana de migdia. Disposa de dues finestres de doble esqueixada, una a migdia i l'altra a l'absis, en força mal estat. A la façana de ponent s'alça un gran campanar d'espadanya de dues obertures. Coberta amb volta de canó i rematada per teula àrab de dos vessants. L'absis es troba realçat per un esglaó, avui quasi desaparegut.

## Història
Sant Julià de Cosp resta documentada per primera vegada el s. XII (1140), per bé que el lloc es coneix des del 905. Constituïda en parròquia, en depenien tres masos, molt aïllats per les condicions del terreny. En l'actualitat es troba sense culte i serveix de cort pels ramats transhumants, que a l'estiu pasturen per aquests rics prats.